# Elements del bloc p
Els elements del bloc p (de principal) són aquells que estan als grups del 13 al 18 de la taula periòdica. En aquestos elements el nivell energètic més extern correspon a orbitals p (vegeu la configuració electrònica). La configuració electrònica externa d'estos elements és:  ns²npx (x=1 a 6, estant 1 per al grup del bor, 2 per al grup del carboni, ... i 6 per al grup dels gasos nobles).
Els elements d'aquest bloc, tant tendeixen a perdre algun electró per a tal de buidar l'orbital p, com també tenen tendència a guanyar-lo per a omplir-lo i arribar a la configuració electrònica de gas noble. Com que a l'orbital p, hi caben sis electrons, quan es queda mig ple amb tres electrons, també aconsegueix una certa estabilitat, fent que els elements d'aquest bloc també tendeixin a perdre o guanyar electrons per a tenir l'orbital p mig ple.
| Blocs d'elements                           |
| bloc s - bloc p - bloc d - bloc f - bloc g |
| Blocs de la taula periòdica                |

## Subgrups del bloc p
- 13 (IIIB,IIIA): Grup del bor
- 14 (IVB,IVA): Grup del carboni
- 15 (VB,VA): Grup del nitrogen
- 16 (VIB,VIA): Calcògens
- 17 (VIIB,VIIA): Halògens
- 18 (Grup 0): Gasos nobles